# Tensor simétrico
Em matemática, um tensor simétrico é um tensor que é invariante sob uma permutação de seus argumentos de vetor. Tensores simétricos de rank dois são apenas matrizes simétricas, e então são algumas vezes chamados formas quadráticas. Em termos mais abstratos, tensores simétricos de rank geral são isomórficos a formas algébricas; isto é, polinômios homogêneos e tensores simétricos são a mesma coisa. Um conceito relacionado é o tensor antisimétrico ou forma alternativa; entretanto, tensores anti-simétricos tem propriedades que são muito diferentes dos tensores simétricos, e dividem pouco em comum. Tensores simétricos ocorrem frequentemente em engenharia, física e matemática.

## Definição
Um tensor de segunda ordem é apenas uma matriz. Uma matrix A , com componentes Aij,
é dito ser simétrico se
Aij = Aji
para todo i, j.  Usando notação de vetores, uma matriz é simétrica se, para vetores v e w, uma tem
{\displaystyle \ A(v,w)=A(w,v)}
Usando notação de tensores, dados vetores base {\displaystyle e_{i}}, seus duais {\displaystyle e_{i}^{*}}, pode-se escrever uma matriz em termos do tensor produto da base dual como
{\displaystyle A=\sum _{i,j=1}^{n}A_{ij}e_{i}^{*}\otimes e_{j}^{*}}
e assim, para uma matriz simétrica, tem-se
{\displaystyle A(v\otimes w)=A(w\otimes v)}
Mais genericamente, os componente de um tensor simétrico de ordem m satisfazem
{\displaystyle A_{i_{1}i_{2}\cdots i_{m}}=A_{i_{\pi (1)}i_{\pi (2)}\cdots i_{\pi (m)}}}
para qualquer permutação {\displaystyle \pi }. Equivalentemente, pode-se escrever
{\displaystyle A(v_{1},v_{2},\cdots ,v_{m})=A(v_{\pi (1)},v_{\pi (2)},\cdots ,v_{\pi (m)})}
para vetores {\displaystyle v_{1},v_{2},\cdots }.

## Polinômios homogêneos
O dual de {\displaystyle \mathrm {Sym} ^{r}(V)} é isomórfico ao espaço de polinômios homogêneos de grau r sobre V.
Sendo {\displaystyle f\in \mathrm {Sym} ^{2}(V)}. Então {\displaystyle f=f^{ij}e_{i}\odot e_{j}} e seu dual é  {\displaystyle f^{*}=f_{ij}e^{i}\odot e^{j}}. O mapa {\displaystyle (\mathrm {Sym} ^{r}(V))^{*}=\mathrm {Sym} ^{r}(V^{*})\to \mathrm {Poly} _{r}(V):f^{*}\mapsto (v\mapsto f^{*}(v,v,\ldots ,v))} é um isomorfismo de álgebras.

## Exemplos
Muitas propriedades dos materiais e campos usados em física e engenharia podem ser representados como campos de tensores simétricos; por exemplo , tensão mecânica, tensor tensão, e conductividade anisotrópica. Tensores de ordem 2 podem ser diagonalizados por escolhendo um quadro ortogonal de valores próprios. Estes valores próprios são os eixos principais do tensor, e geralmente têm um importante significado físico. Por exemplo, os eixos principais do momento de inércia definem o elipsoide que representa tal momento.
Elipsoides são exemplos de variedades algébricas; e então, para ordem geral, tensores simétricos, a pretexto de polinômios homogêneos, são usados para definir variedades projetivas, e são frequentemente estudados como tais.

## Propriedades
Qualquer tensor de ordem dois {\displaystyle A_{ij}\,} pode ser representado como a soma de um tensor simétrico e um tensor antisimétrico
{\displaystyle A_{ij}={\frac {1}{2}}(A_{ij}+A_{ji})+{\frac {1}{2}}(A_{ij}-A_{ji})}
É facilmente verificado que o primeiro termo, denominado {\displaystyle A_{(ij)}\,} não sofre mudança quando índices são intercambiados
{\displaystyle A_{(ij)}={\frac {1}{2}}(A_{ij}+A_{ji})=A_{(ji)}}
Quando o segundo termo, {\displaystyle A_{[ij]}\,}, recebe um sinal menos.
{\displaystyle A_{[ij]}={\frac {1}{2}}(A_{ij}-A_{ji})=-A_{[ji]}}
Para um tensor de terceira ordem, as partes simétrica e anti-simétrica são
{\displaystyle A_{(ijk)}={\frac {1}{3!}}(A_{ijk}+A_{ikj}+A_{kij}+A_{kji}+A_{jki}+A_{jik})}
{\displaystyle A_{[ijk]}={\frac {1}{3!}}(A_{ijk}-A_{ikj}+A_{kij}-A_{kji}+A_{jki}-A_{jik})}
Então para um tensor geral de n-ésima ordem, as partes simétrica e anti-simétrica são dadas por 
{\displaystyle T_{(\mu _{1}\mu _{2}\mu _{3}\cdots \mu _{n})}={\frac {1}{n!}}\sum _{j=0}^{n!-1}({\mbox{permuts de  }}\mu _{1}\cdots \mu _{n})} *
{\displaystyle T_{[\mu _{1}\mu _{2}\mu _{3}\cdots \mu _{n}]}={\frac {1}{n!}}\sum _{j=0}^{n!-1}(-1)^{j}({\mbox{permuts de }}\mu _{1}\cdots \mu _{n})}
- permuts significando permutações)

O espaço de tensores simétricos de ordem m definido sobre um espaço vetorial V é frequentemente denominado por {\displaystyle S^{m}(V)} or {\displaystyle \operatorname {Sym} ^{m}(V)}. Este espaço tem dimensão
{\displaystyle \mathrm {dim} \,\operatorname {Sym} ^{m}(V)={n+m-1 \choose m}}
onde n é a dimensão de V  and {\displaystyle {n \choose k}} is the binomial coefficient.